# Meures
Meures település Franciaországban, Haute-Marne megyében. Lakosainak száma 131 fő (2022. január 1.). Meures Annéville-la-Prairie, Bologne, Jonchery, Ormoy-lès-Sexfontaines és Sexfontaines községekkel határos.

## Népesség
A település népességének változása:
| Lakosok száma | 124  | 122  | 114  | 104  | 128  | 134  | 131  | 132  | 132  | 131  |
|               | 1968 | 1982 | 1990 | 2006 | 2013 | 2015 | 2017 | 2019 | 2020 | 2022 |